# Саветовање у шуми Абез 1941.
Саветовање у шуми Абез била је конференција, одржана 19. јула 1941. године у шуми Абез код Вргинмоста, на којој су Раде Кончар и Јосип Краш, чланови Централног комитета КП Хрватске пренели представницима котарских комитета КПХ Глине, Војнића и Вргинмоста директиву Централног комитета КПЈ о подизању оружаног устанка на територији Баније и Кордуна.

## Претходни догађаји
Усташе су током првих месеци постојања НДХ убијали првенствено угледне Србе, за које су претпостављали да би могли да организују отпор. До средине јула 1941, само са територије котара Вргинмост, усташе су убиле 181 Србина. Ови злочини створили су немир међу народом, те су неки од њих почели да се склањају у шуме пред усташким походима. Најтежи усташки злочини извршени су у Глини и околини 12. маја, 28. и 29. јуна и 4. и 5. августа 1941. године.

## Рад саветовања
Пошто су били створени услови за оружани устанак, чланови ЦК КПХ, Раде Кончар и Јосип Краш, дошли су из Карловца на Банију и са представницима котарских комитета КПХ Глине, Војнића и Вргинмоста договорили састанак 19. јула у шуми Абез близу Вргинмоста. Саветовање је почело у 18 часова, а на њему су осим Кончара и Краша, делегата ЦК КПХ, учествовали чланови и секретари котарских комитета КПХ, из Глине Милутин Балтић и Ранко Митић (секретар КК КПХ Глина), из Војнића Станко Опачић Ћаница и Жарко Ћуић (секретар КК КПХ Војнић), те из Вргинмоста Миле Манојловић Геџо, Станко Маслек, Бранко Николиш и Раде Булат (секретар КК КПХ Вргинмост).
Краш је отворио почетак конференције пригодним говором, давши убрзо реч Кончару који је укратко изложио политичку ситуацију у свету након напада Немачке на СССР и задатке комуниста Југославије. Кончар је, међу осталим нагласио да је време и да се у овом крају започне с оружаном борбом против окупатора и њихових домаћих сарадника речима:
| „ | Ми се комунисти нападом на Њемачке на СССР сматрамо мобилизираним, за нас важе сви ратни војни закони за неизвршавање задатака и партијских директива | ” |

Делегати из Вргинмоста затим су поднели извештај о оформљеним партизанским јединицама у појединим селима котара (укупно седам јединица са 165 бораца наоружаних углавном пушкама), о броју чланова КПЈ и СКОЈ-а (87 чланова КПЈ и 30 чланова СКОЈ-а у котару) и остало.
За крај је одређено је да се у ноћи са 23. на 24. јул изведу прве оружане акције на неке пунктове усташке власти у котарима Глина и Вргинмост.. Дана 20. јула, у близини места саветовања, секретар КК КПХ Вргинмост пренео је свим секретарима ћелија наредбу о дизању устанка.

## Провођење одлука
Одласком италијанских јединица са подручја Вргинмоста и Глине, одлучено је да се што пре подигне устанак. Тако је ноћу са 23. на 24. јул, неколико група извршило диверзије на усташке посаде, од којих је најуспешнија била акција устаничке групе Васиља Гаћеше у Грабовцу Банском. Убрзо је устаницима почело да приступа становништво из свих села подно Петрове горе, а устанак је наставио да се шири.

## Наслеђе
После рата, на месту где је одржано саветовање у Абезу, подигнут је споменик у облику округлог стола, око којег је поређано девет столица. Аутор споменика је Зденко Колацио. На овом се месту сваке године обележава доношење одлука о дизању оружаног устанка у овим крајевима.